# Eronilde de Araújo
Eronilde Nunes de Araújo (ur. 31 grudnia 1970 w Bom Jesus da Lapa) – brazylijski lekkoatleta, sprinter i płotkarz. Trzykrotny uczestnik igrzysk olimpijskich (w tym dwukrotny finalista z 1996 i 2000 roku), pięciokrotny uczestnik mistrzostw świata (w tym finalista czempionatu z 1995 i 1999 roku), uczestnik halowego światowego czempionatu z 1993 roku. Trzykrotny złoty medalista igrzysk panamerykańskich, dziesięciokrotny złoty medalista mistrzostw Ameryki Południowej oraz sześciokrotny złoty medalista mistrzostw ibero-amerykańskich. Zdobywca trzech złotych medali mistrzostw Ameryki Południowej U20 oraz dwóch srebrnych medali mistrzostw panamerykańskich U20.
Jest współrekordzistą kontynentu w konkurencji biegu sztafet 4 × 400 m.

## Przebieg kariery
Pod koniec lat 80. XX wieku startował głównie w międzynarodowych imprezach lekkoatletycznych w kategorii juniorów – podczas tych startów zdobył między innymi trzy złote medale mistrzostw kontynentu do lat 20. W 1990 roku wywalczył dwa złote medale mistrzostw ibero-amerykańskich, rok później zaś został w biegu na 400 m ppł złotym medalistą seniorskich mistrzostw Ameryki Południowej oraz złotym medalistą igrzysk obu Ameryk. Wziął udział w mistrzostwach globu w Tokio, podczas których w półfinale biegu na 400 m ppł zajął 5. miejsce w grupie.
Podczas pierwszego w historii swych występów startu olimpijskiego, który miał miejsce w Barcelonie, brał udział w dwóch konkurencjach. W biegu na 400 m ppł odpadł w półfinale, zajmując w tej fazie ostatnie, 8. miejsce w grupie (z czasem 49,66); natomiast w sztafecie 4 × 400 m startował tylko w eliminacjach – brazylijska sztafeta weszła do finału, który bez jego udziału ukończyła na 4. miejscu z czasem 3:01,61.
W 1993 roku został mistrzem kontynentu w konkurencji biegu na 400 m ppł, a także biegu sztafet 4 × 400 m. Dwa lata później obronił te tytuły na czempionacie w Manaus, jak również obronił złoty medal w konkurencji biegu na 400 m ppł podczas igrzysk panamerykańskich w Mar del Plata. W ramach światowego czempionatu w Göteborgu zakwalifikował się do finału zmagań w konkurencji biegu na 400 m ppł, który ukończył na 8. miejscu.
Na igrzyskach olimpijskich w Atlancie także startował w konkurencji biegu na 400 m ppł oraz biegu sztafet 4 × 400 m. Indywidualnie wywalczył awans do finału, który zakończył na 8. miejscu z czasem 48,78 a w sztafecie brazylijska ekipa z jego udziałem odpadła w półfinale, zajmując w grupie 6. miejsce z czasem 3:03,46.
Na mistrzostwach kontynentu w Mar del Plata oraz Bogocie otrzymał tytuły mistrzowskie w konkurencjach biegu na 400 m ppł oraz biegu sztafet 4 × 400 m. Na igrzyskach obu Ameryk w Winnipeg zaś trzeci raz z rzędu wywalczył tytuł mistrzowski w biegu na 400 m ppł, był też członkiem brazylijskiej sztafety 4 × 400 m, która wywalczyła srebrny medal. Podczas światowego czempionatu w Sewilli startował w dwóch konkurencjach – w biegu na 400 m ppł zajął w finale 4. miejsce, natomiast brazylijska sztafeta 4 × 400 m z jego udziałem odpadła w eliminacjach.
Podczas igrzysk olimpijskich w Sydney startował w konkurencji biegu na 400 m ppł. Zawodnikowi udało się awansować do finału, w którym ostatecznie zajął 5. miejsce z czasem 48,34.

## Osiągnięcia
| Rok     | Zawody                                   | Miasto         | Miejsce | Konkurencja        | Wynik   |
| ------- | ---------------------------------------- | -------------- | ------- | ------------------ | ------- |
| 1988    | Mistrzostwa Ameryki Południowej juniorów | Cubatão        | złoto   | sztafeta 4 × 400 m | 3:12,94 |
| 1989    | Mistrzostwa Ameryki Południowej juniorów | Montevideo     | złoto   | bieg na 400 m ppł  | 51,12   |
| 1989    | Mistrzostwa Ameryki Południowej juniorów | Montevideo     | złoto   | sztafeta 4 × 400 m | 3:14,84 |
| 1989    | Mistrzostwa panamerykańskie juniorów     | Santa Fe       | srebro  | bieg na 400 m ppł  | 51,20   |
| 1989    | Mistrzostwa panamerykańskie juniorów     | Santa Fe       | srebro  | sztafeta 4 × 400 m | 3:13,22 |
| 1990    | Mistrzostwa ibero-amerykańskie           | Manaus         | złoto   | bieg na 400 m ppł  | 49,82   |
| 1990    | Mistrzostwa ibero-amerykańskie           | Manaus         | złoto   | sztafeta 4 × 400 m | 3:09,2h |
| 1991    | Mistrzostwa Ameryki Południowej          | Manaus         | złoto   | bieg na 400 m ppł  | 49,65   |
| 1991    | Igrzyska panamerykańskie                 | Hawana         | złoto   | bieg na 400 m ppł  | 49,96   |
| 1991    | Mistrzostwa świata                       | Tokio          | 5. SF   | bieg na 400 m ppł  | 49,91   |
| 1992    | Mistrzostwa ibero-amerykańskie           | Sewilla        | złoto   | bieg na 400 m ppł  | 50,06   |
| 1992    | Mistrzostwa ibero-amerykańskie           | Sewilla        | srebro  | sztafeta 4 × 400 m | 3:03,50 |
| 1992    | Igrzyska olimpijskie                     | Barcelona      | 8. SF   | bieg na 400 m ppł  | 49,66   |
| 1992    | Igrzyska olimpijskie                     | Barcelona      | 4.      | sztafeta 4 × 400 m | 3:01,61 |
| 1993    | Halowe mistrzostwa świata                | Toronto        | 3. H    | bieg na 400 m      | 47,50   |
| 1993    | Mistrzostwa Ameryki Południowej          | Lima           | złoto   | bieg na 400 m ppł  | 49,8h   |
| 1993    | Mistrzostwa Ameryki Południowej          | Lima           | złoto   | sztafeta 4 × 400 m | 3:09,0h |
| 1993    | Mistrzostwa świata                       | Stuttgart      | 5. H    | bieg na 400 m ppł  | 50,81   |
| 1994    | Puchar Świata                            | Londyn         | brąz    | bieg na 400 m ppł  | 49,62   |
| 1994    | Mistrzostwa ibero-amerykańskie           | Mar del Plata  | brąz    | bieg na 400 m ppł  | 50,36   |
| 1994    | Mistrzostwa ibero-amerykańskie           | Mar del Plata  | złoto   | sztafeta 4 × 400 m | 3:06,54 |
| 1995    | Igrzyska panamerykańskie                 | Mar del Plata  | złoto   | bieg na 400 m ppł  | 49,29   |
| 1995    | Mistrzostwa Ameryki Południowej          | Manaus         | złoto   | bieg na 400 m ppł  | 48,63   |
| 1995    | Mistrzostwa Ameryki Południowej          | Manaus         | złoto   | sztafeta 4 × 400 m | 3:04,93 |
| 1995    | Mistrzostwa świata                       | Göteborg       | 8.      | bieg na 400 m ppł  | 49,86   |
| 1996    | Igrzyska olimpijskie                     | Atlanta        | 8.      | bieg na 400 m ppł  | 48,78   |
| 1996    | Igrzyska olimpijskie                     | Atlanta        | 6. SF   | sztafeta 4 × 400 m | 3:03,46 |
| 1997    | Mistrzostwa Ameryki Południowej          | Mar del Plata  | złoto   | bieg na 400 m ppł  | 49,35   |
| 1997    | Mistrzostwa Ameryki Południowej          | Mar del Plata  | złoto   | sztafeta 4 × 400 m | 3:04,20 |
| 1998    | Mistrzostwa ibero-amerykańskie           | Lizbona        | złoto   | bieg na 400 m ppł  | 48,96   |
| 1999    | Mistrzostwa Ameryki Południowej          | Bogota         | złoto   | bieg na 400 m ppł  | 49,13   |
| 1999    | Mistrzostwa Ameryki Południowej          | Bogota         | złoto   | sztafeta 4 × 400 m | 3:02,90 |
| 1999    | Igrzyska panamerykańskie                 | Winnipeg       | złoto   | bieg na 400 m ppł  | 48,23   |
| 1999    | Igrzyska panamerykańskie                 | Winnipeg       | srebro  | sztafeta 4 × 400 m | 2:58,56 |
| 1999    | Mistrzostwa świata                       | Sewilla        | 4.      | bieg na 400 m ppł  | 48,13   |
| 1999    | Mistrzostwa świata                       | Sewilla        | 4. H    | sztafeta 4 × 400 m | 3:05,70 |
| 2000    | Mistrzostwa ibero-amerykańskie           | Rio de Janeiro | złoto   | bieg na 400 m ppł  | 49,35   |
| 2000    | Igrzyska olimpijskie                     | Sydney         | 5.      | bieg na 400 m ppł  | 48,34   |
| 2000    | Finał Grand Prix IAAF                    | Doha           | 7.      | bieg na 400 m ppł  | 51,32   |
| 2001    | Mistrzostwa świata                       | Edmonton       | 8. SF   | bieg na 400 m ppł  | 51,23   |
| 2002    | Mistrzostwa ibero-amerykańskie           | Gwatemala      | srebro  | bieg na 400 m ppł  | 50,78   |
| 2003    | Mistrzostwa Ameryki Południowej          | Barquisimeto   | brąz    | bieg na 400 m ppł  | 50,81   |
| 2003    | Mistrzostwa Ameryki Południowej          | Barquisimeto   | złoto   | sztafeta 4 × 400 m | 3:05,28 |
| 2003    | Igrzyska panamerykańskie                 | Santo Domingo  | 8.      | bieg na 400 m ppł  | 51,19   |
| 2004    | Mistrzostwa ibero-amerykańskie           | Huelva         | DNS     | bieg na 400 m ppł  | N/A     |
| Źródło: |                                          |                |         |                    |         |

Pięć razy w karierze zdobył złoty medal mistrzostw Brazylii, tytuły te wywalczył w latach 1998-2003.

## Rekordy życiowe
- bieg na 400 m – 45,75 (12 kwietnia 1997, São Leopoldo)
- bieg na 400 m ppł – 48,04 (12 lipca 1995, Nicea)
- sztafeta 4 × 400 m – 2:58,56 (30 lipca 1999, Winnipeg)

Halowe
- bieg na 400 m – 47,50 (12 marca 1993, Toronto)

Źródło: 